# Pinguinii din Madagascar (film)
Pinguinii din Madagascar (titlu original: Penguins of Madagascar) este un film de animație și comedie din anul 2014 produs de DreamWorks Animation și distribuit de 20th Century Fox. Este regizat de Eric Darnell și Simon J. Smith. Vocile sunt asigurate de Tom McGrath, Chris Miller, Conrad Vernon, Christopher Knights, Benedict Cumberbatch, John Malkovich și Ken Jeong.

## Distribuție
- Tom McGrath - Skipper
- Chris Miller - Kowalski
- Christopher Knights - Private
- Conrad Vernon - Rico
- Benedict Cumberbatch - Classified
- Ken Jeong - Short Fuse
- Annet Mahendru - Eva
- Peter Stormare - Corporal
- John Malkovich - Dave
- Werner Herzog - documentalistul